# Applied Research Institute - Jerusalén
El Applied Research Institute - Jerusalén (abreviado como ARIJ; en árabe: معهد الابحاث التطبيقية - القدس‎, en español, Instituto de Investigaciones Aplicadas de Jerusalén) es una ONG palestina fundada en 1990 con sede en Belén, en Cisjordania (Palestina). El ARIJ trabaja activamente en proyectos de investigación en los campos de administración de recursos naturales, gestión del agua, agricultura sostenible y políticas dinámicas de desarrollo en Palestina.

## Proyectos

### POICA
Junto con el Centro de Investigaciones del Territorio (LRC), el ARIJ desarrolla un proyecto conjunto denominado POICA, Eye on Palestine–Monitoring Israeli Colonizing activities in the Palestinian Territories.  El proyecto, financiado por la Unión Europea, inspecciona y examina las actividades colonizadoras israelíes en Cisjordania y la Franja de Gaza y distribuye la información obtenida a políticos europeos y al público en general.

### Tratamiento sostenible de residuos
En 2011 el ARIJ, junto con TTZ Bremerhaven, la Universidad de Extremadura y el Instituto de Tecnología de Membranas del Consejo Nacional de Investigación de Italia (CNR-ITM) empezó un proyecto llamado "Tratamiento Sostenible y Valoración de los Residuos de la Prensa de Oliva en Palestina".
El proyecto está financiado por la Unión Europea.

### Donantes
- Agencia Española de Cooperación Internacional para el Desarrollo (AECID)